# Церковь в Гюстове
Деревенская церковь в Гюстове (нем. Dorfkirche in Güstow) — протестантская церковь в районе Гюстов города Пренцлау, построенная в XIII веке и перестроенная в 1713 году; в здании сохранились средневековые окна и алтарь, созданный в начале XVI века; является памятником архитектуры.

## История и описание
Деревенская церковь в Гюстове, сегодня являющимся районом города Пренцлау, представляет собой каменное прямоугольное здание, построенное в середине XIII веке. В 1713 году церковь была восстановлена, за исключением средневековой западной башни, на месте которой в середине XIX века, в 1866 году, была построена квадратная неоготическая кирпичная колокольня. Портал храма расположен на южной стороне; в церкви сохранились оригинальные средневековые окна. На южной стороне нефа находится надгробная плита «владельца фермы» В. Хафельбергера, умершего в 1892 году, и его жены. Неф окружен галереями с трёх сторон.
Резной алтарь храма был создан в 1516 году — он является уменьшенной версией главного алтаря в Мариенкирхе (церкви Святой Марии), расположенной в самом городе Пренцлау; алтарь в Гюстове был отреставрирован в 2010 году. Деревянная кафедра была добавлена в первой половине XIX века. На церковном дворе расположен военный мемориал; при церкви также находится кладбище с похоронным залом.